# Sporocephalum peniophorae
Sporocephalum peniophorae är en svampart som beskrevs av G. Arnaud 1952. Sporocephalum peniophorae ingår i släktet Sporocephalum, ordningen skålsvampar, klassen Pezizomycetes, divisionen sporsäcksvampar och riket svampar.   Inga underarter finns listade i Catalogue of Life.